# Summer Days
《Summer Days》（サマーデイズ）是0verflow在2006年6月23日發售的全動畫戀愛冒險類型成人遊戲。2008年4月11日由AICHERRY（アイチェリー）發售DVDPG版。2010年9月24日由Palace發售UMDPG版。2012年4月27發售Summer Days的重製版《SHINY DAYS》（シャイニーデイズ）。2014年1月30日由AICHERRY發售SHINY DAYS的DVDPG版和BDPG版。除了遊戲之外還發售漫畫、小說等相關作品。
本作品與前作《School Days》相比，殘虐的描寫消聲匿跡，不急不徐地描寫整個夏天，從淺淺的愛慕開始的故事。並且至今為止不甚明朗的種種人際關係也可判明了，另外還可以發現與Overflow的其他作品間的關連性，帶有很高的Fan disc意義。但根據Overflow表示，本作「並不是Fan Disc」。

## 故事
西園寺世界在母親西園寺踊子開設的Radish打工，因為感冒而無法上班，世界拜託剎那幫她代班一天，剎那因為沈默寡言不善接待客人拒絕。
世界威脅利誘都不見效果，便向剎那說：「誠的家就在Radish附近喔！」剎那竟無戒心的說出：「伊藤家明明就離Radish有一站電車的距離。」世界想要打破砂鍋問到底為什麼剎那這麼在意誠呢？剎那只好乖乖就範答應代班一天。
代班的第一天，剎那吃了不少苦頭，卻在下班時遇到了帶著妹妹來海邊玩的誠。因為誠的鼓勵，剎那猶豫是否繼續在Radish打工，而世界染上腮腺炎，無可奈何的剎那只好繼續在海之家打工，二人的夏季就在此展開……。

## 角色
伊藤誠（聲優：平井達矢）
本作品的男主角，榊野高中1年3班學生。雙親離婚，現在和母親兩個人住在原巳浜附近的高級公寓。
清浦剎那（聲優：山本華）
本作品的女主角，榊野高中1年3班學生，擔任班長。與世界是青梅竹馬且是同父異母的姐妹，兩個人的母親也是公司的同僚兼優良競爭對手。寄予同班的誠模糊的感情。
足利祈（足利 いのり）
SHINY DAYS的新女主角，原巳浜神社的巫女。小時候在住進病院的時候和誠有結婚約定，但是誠已經忘記此事。
桂言葉
榊野高中1年4班學生。由於她的容貌相當引人注目，從以前開始就帶有男性恐懼症，害羞內向的少女。很在意電車上偶爾遇到的誠。在本作中不是女主角而減少出場，也沒有如前作一般被殘酷的對待，成為如同女主角清浦剎那的待遇。
黑田光（聲優：一色光）
榊野高中1年3班學生，剎那和世界的朋友，連鎖西點麵包店「おおはら」的女兒。在沒有打工的時候時常跑去Radish。
西園寺世界
榊野高中1年3班學生，與剎那是青梅竹馬且是同父異母姐妹。雖然是班上的氣氛製造者，但今年夏天因為腮腺炎而昏睡不醒。抱著與剎那一樣對誠隱藏的感情。
山縣愛（聲優：櫻川未央）
榊野高中1年3班學生，跟世界、光等人感情也很好。國中的時候就認識誠，原本和誠是兩情相悅，但在準備向誠告白的時候卻受到乙女的阻撓而導致告白失敗，雖然想再次告白但是在乙女的監視下一直無法接近誠。
加藤乙女（聲優：松永雪希、内野ぽち(SHINY DAYS)）
榊野高中1年4班學生，和誠是同個國中出身的好友。雖然身屬女子籃球社，但因為是體育公費生，好像找不到敵手的樣子。很久以前就喜歡誠，但是對戀愛晚熟的個性，讓她不怎麼能拉近距離。和言葉關係極差，不過因為正在放暑假的關係並沒有欺負言葉。其妹可憐曾說她「沒有胸襟也沒有胸部」。
加藤可憐（聲優：GUNTA）
乙女的妹妹。想到什麼就說什麼的行動派。比姐姐更有身段。一邊和姐姐共同為誠打氣，自己也一邊仰慕著身為國中學長的誠。
桂心
言葉的妹妹。精神飽滿的個性和言葉完全相反，所以不論是誰都可以輕易地應對，所以順路去Radish看看也是見怪不怪的事。
二條一葉（聲優：神月葵）
雙胞胎二葉的姐姐，可憐的同學兼朋友。膽小而且害羞內向。偷偷仰慕著誠。
二條二葉（聲優：草月彌生）
雙胞胎一葉的妹妹，可憐的同學兼朋友。常常和姐姐一起行動，但是如果決定了什麼，就算一個人也會卯起來衝的類型。本以為是無自覺天生型（天然系），但是卻出乎意外地精明。和Radish的前店長感情不錯。
大隈二喜（聲優：倉田まりや）
SHINY DAYS登場的新角色，世界和剎那的青梅竹馬。
橋本織葉（聲優：雙海葉月）
Radish的工讀生。個性率直。以「因為很寂寞」為由，在打工結束後經常和男朋友碰面。
村山野杏（聲優：原由葉）
Radish的工讀生。大方的待人態度雖然很不錯，但是嘴還滿毒的。
伊藤止（聲優：南波華月）
誠的妹妹。由於雙親離婚，現在與父親同住。每個月可以和母方見面一次。因為很想念誠，預定暑假要在原巳浜和誠一起玩。
西園寺子（聲優：神月葵）
世界的母親，Radish的現任店長。與剎那的媽媽舞是親戚，而且以前開始就是好朋友，所以和剎那家時常有交流。
清浦舞（聲優：夏海萌）
刹那的母親，和世界的媽媽踊子是親戚也是競爭對手。「透過女兒向踊子施加壓力」這種事也曾做過，有著舉止很孩子氣的部分。在總社擔任重要職位的粉領階級。最近好像有點在節食。
桂真奈美（聲優：鈴美巴）
言葉和心的母親。擔任經營顧問，訪問踴子擔任店長的Radish視察。桂家是有錢人，因為自丈夫她的買賣成功了。與舞和踊子從很早以前有親密的交往。
間瞬（聲優：樋口宏澄）
剎那和世界的父親。前任的Radish店長，在踊子和舞到巴黎出差的期間，成為代理店長再次回來到店內工作。

## 工作人員
- 计划／剧本／制作总指挥：メイザーズぬまきち
- 人物设计／总作画监督：後藤潤二
- 程式：向日葵正

## 主題歌
Summer Days
- 片頭曲：『Summer Days』[7]
作詞/作曲：YURIA　編曲：鈴木マサキ　歌：YURIA
- 片尾曲：
作詞/作曲：yozuca*　編曲：鈴木マサキ　歌：yozuca*
- 片尾曲：
作詞/作曲：栗林美奈實　編曲：澤野広之　歌：栗林美奈實

SHINY DAYS
- 片頭曲：『Shiny Shower』[8]

作詞/歌：いとうかなこ　作曲/編曲：磯江俊道
- 片尾曲：『Sweet Sunset』

作詞/歌：いとうかなこ　作曲/編曲：磯江俊道
- 片尾曲：『Mighty Heart』

作詞：すーぱーそに子　作曲：村上正芳　編曲：第一宇宙速度&村上正芳　歌：第一宇宙速度

## 相關商品

### 漫畫
Summer Days（ISBN 9784861053870）
オークス在2006年10月1日發售的18禁漫畫選集。

### 小説
Summer Days（ISBN 9784434085611）
作者是岡田留奈，HARVEST出版在2006年12月1日發售的18禁小說，正體中文版是由青文出版社在2009年8月12日發售（ISBN 9789862099117）。
エンジョイ!!サマーデイズ
作者是関町台風，連載於BugBug 2006年8月號。

### CD
Summer Days -サマーデイズ- 主題歌+オリジナルサウンドトラック （ASIN B000FI8SUG）
Lantis（ランティス）在2006年6月23日發售，收錄曲共有31首。

### 書籍
Summer Days & School Days ビジュアル・コレクション （ISBN 9784861763304）
JIVE在2006年8月發售的設定集。
Summer Days ビジュアル・ガイドブック （ISBN 9784861763427）
JIVE在2006年10月發售的設定集。

## 開發
《Summer Days》原本預定在2006年1月發售，但是因為製作上的問題而延期到6月23日。在發售初回版的時候因為某些18禁場景沒有打碼違反電腦軟體倫理機構的規定，在7月7日進行自主回收下架遊戲，使得銷量也沒能順利大規模成功。除此之外遊戲在運行過程中遇到許多BUG問題，官方從6月22日起不斷發佈修正檔，修正檔從1.01A發佈至1.09B版，累計檔案大小達到前所未聞的2.3G，但BUG問題依然不斷讓0verflow苦不堪言，也導致當時Overflow有一半的社員離職，最後在2006年10月27日發售修正後的新裝版，但依舊還有些許問題並發佈修正檔2.01版。

## 評價
根據有限公司Peaks曾發行的《PC NEWS》所公佈的日本全國美少女遊戲銷售量排行榜，《Summer Days》於首次銷售隨即成為排行榜第1名；七月上旬排行榜第7名。另外在Getchu.com舉辦的2006年美少女遊戲排名中獲得映像部門第10名。

## 外部連結
- PC版公式サイト （页面存档备份，存于）（日語）
- SHINY版公式サイト （页面存档备份，存于）（日語）
- アイチェリー （页面存档备份，存于）（日語）
- PalaceGame（日語）